# GMX
GMX Mail — це безкоштовна служба електронної пошти з підтримкою реклами, яка надається Global Mail eXchange або Global Message eXchange у Німеччині. Користувачі можуть отримати доступ до отриманої пошти GMX через вебпошту або за допомогою протоколів POP3 або IMAP4. Пошта надсилається за допомогою SMTP. Заснована в 1997 році, GMX є дочірньою компанією Ionos SE, біржової компанії в Німеччині, і дочірньою компанією Ionos і Fasthosts Internet. Окрім адреси електронної пошти, кожен обліковий запис GMX містить засіб збору пошти, адресну книгу, органайзер і сховище файлів. Кожен користувач може зареєструвати до 10 індивідуальних адрес електронної пошти GMX. Спливаючі оголошення відображаються для всіх користувачів, включаючи преміум, під час входу в GMX;[1] станом на 2021 GMX був єдиним великим постачальником електронної пошти, який використовував спливаючу рекламу.

## Безпека
GMX Mail забезпечує користувачам GMX.net і GMX.com двофакторну автентифікацію (2FA) як засіб безпеки.